# Schlacht am Chickamauga
Chattanooga II – Davis’ Cross Roads – Chickamauga
Die Schlacht am Chickamauga fand vom 18. bis 20. September 1863 während des Sezessionskrieges im Norden Georgias statt. Benannt wurde sie nach dem Bach Chickamauga, der bei Chattanooga, Tennessee in den Tennessee mündet. Wegen des Sieges der Konföderierten unter General Bragg über die Generale der Nordstaaten Rosecrans und George Henry Thomas wurde die Nordstaatenarmee gezwungen, nach Chattanooga auszuweichen.
Nach dem Verlust von Vicksburg und der verlorenen Schlacht von Gettysburg im Juli 1863 erkämpfte das Heer der Konföderation einen Sieg über die Union in einer der verlustreichsten Schlachten des Bürgerkrieges.

## Vorgeschichte

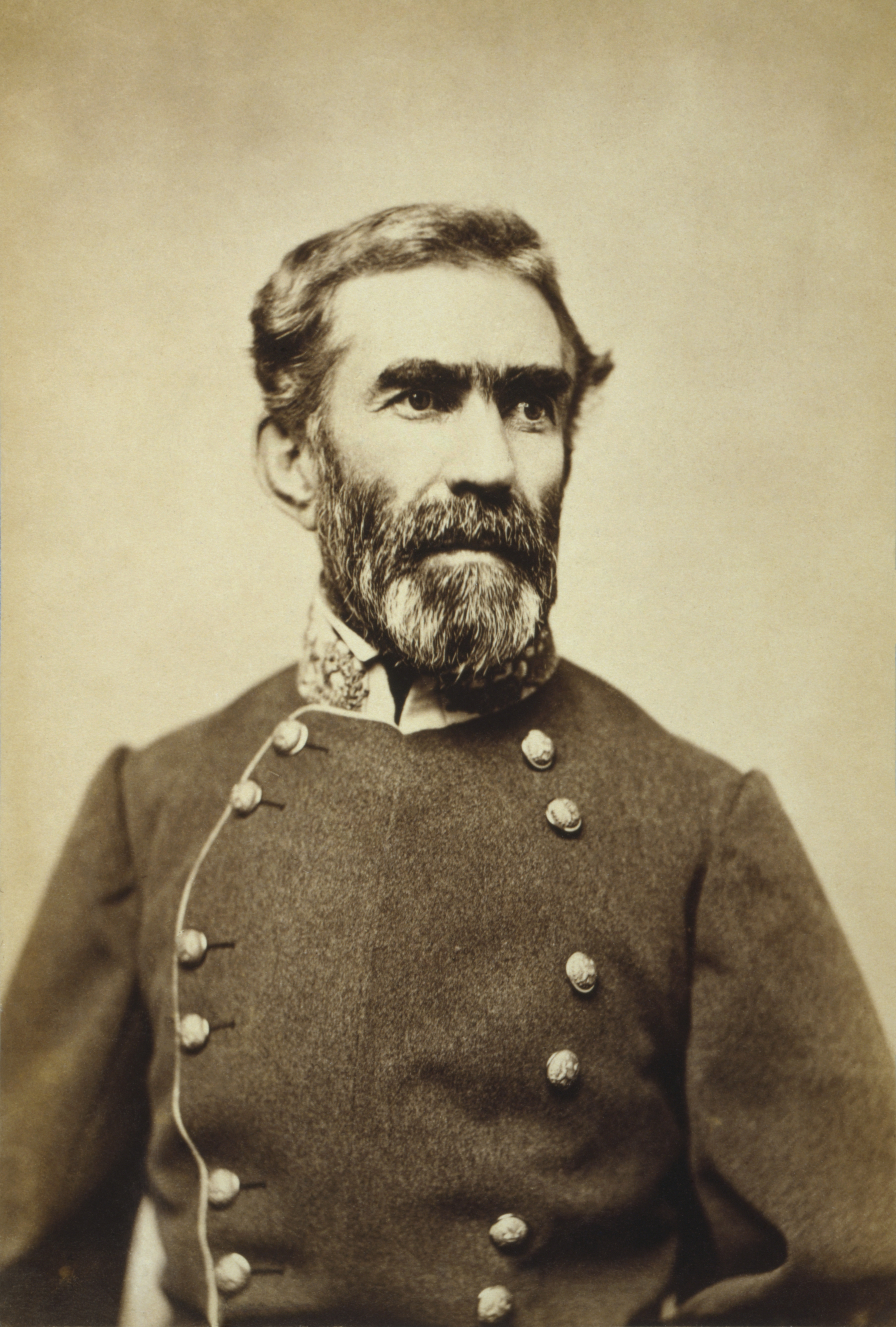
Braxton Bragg

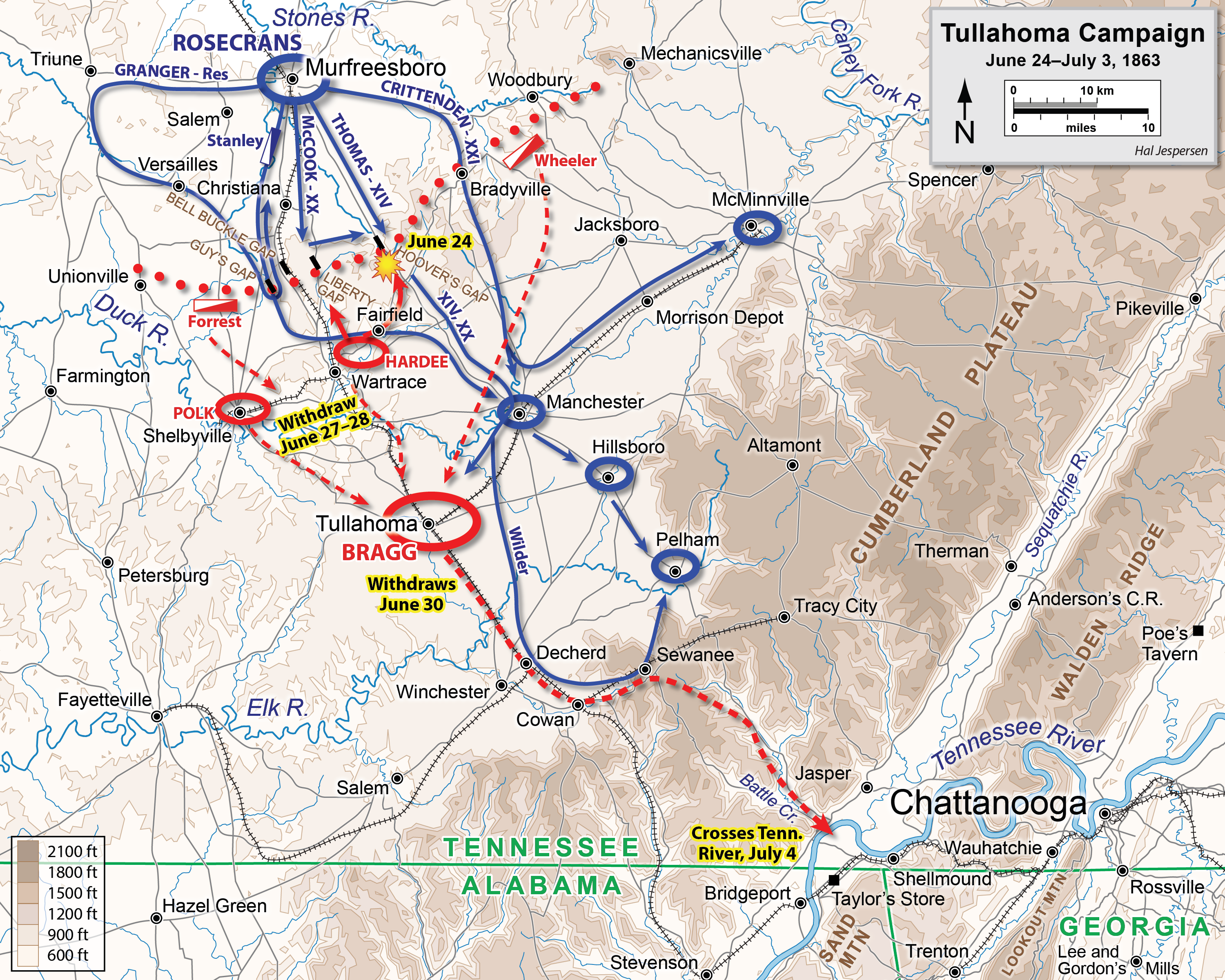
Tullahoma-Feldzug

Während Ulysses S. Grant in Vicksburg, Mississippi  und Joseph Hooker in Virginia in die Offensive gingen, blieb die Cumberland-Armee unter William Starke Rosecrans lange Zeit untätig. Im Juni begann Rosecrans den Tullahoma-Feldzug. Obwohl schwere Regenfälle seinen Vormarsch verzögerten und er daher das Überraschungsmoment verlor, manövrierte er die Konföderierten so geschickt aus, dass ihr Oberbefehlshaber Braxton Bragg sich entschloss, bis Chattanooga auszuweichen.
Abraham Lincolns Plan sah vor, dass Rosecrans mit der Cumberland-Armee auf Chattanooga marschierte, während die Ohio-Armee unter Ambrose E. Burnside gegen Knoxville vorgehen sollte. Rosecrans weigerte sich bis zum 16. August, loszumarschieren. Erst auf einem direkten Befehl General Henry W. Hallecks setzte er sich mit der Armee in Bewegung. Gleichzeitig marschierte die Ohio-Armee mit 24.000 Mann in vier Marschkolonnen auf Knoxville zu. Die 10.000 Verteidiger der Stadt gaben die Stadt auf, und am 3. September besetzten Burnsides Truppen Knoxville. Die Konföderierten wichen nach Chattanooga aus, dessen Einwohner am 8. September von Bragg Richtung Georgia evakuiert wurden. Bragg bezog Stellungen südlich der Stadt.
Um den Kampf gegen Rosecrans aufnehmen zu können, verstärkte General Joseph E. Johnston Braggs Truppen durch zwei Divisionen. Präsident Jefferson Davis, der um die schlechte Moral der Tennessee-Armee wusste, wollte Robert Edward Lee zu deren Oberbefehlshaber ernennen, der aber weiter gegen Generalmajor George Gordon Meade am Rappahannock vorzugehen beabsichtigte. Präsident Davis setzte daraufhin Generalleutnant James Longstreet mit zwei Divisionen nach Georgia in Marsch. Am 9. September beginnend verlegten die Truppenteile im Eisenbahntransport. Da Rosecrans aber das östliche Tennessee besetzt hielt, mussten sie über 1440 Kilometer durch South- und North Carolina auf zehn verschiedenen Trassen fahren. Rechtzeitig zur Schlacht traf knapp die Hälfte der Truppen ein.
Da Bragg nun wusste, dass Verstärkung unterwegs war, griff er an. Durch scheinbar überlaufende Deserteure ließ er das Gerücht ausstreuen, die Tennessee-Armee sei auf dem Rückzug. Bragg gab dreimal den Befehl zum Angriff auf die Cumberland-Armee, die im hügeligen Terrain mehrere offene Flanken bot. Aber die jeweiligen Offiziere weigerten sich anzugreifen. Rosecrans versammelte die drei Kolonnen seiner Armee schließlich im Tal des West Chickamauga Creeks.
Als Longstreets Vorhut am 18. September eintraf, wurden sie zunächst von John Bell Hood angeführt, einem Texaner, der in Gettysburg einen Arm verloren hatte. Bragg konnte nun überlegene Kräfte ins Feld führen und wahrscheinlich wäre es ihm gelungen, mit seiner Armee Rosecrans’ Flanke aufzurollen, doch der Vormarsch der Konföderierten wurde von Unionskavallerie aufgehalten. In der Nacht gelang es einem Unionskorps unter George H. Thomas mit einem Gewaltmarsch, die linke Flanke der Unionstruppen zu verstärken. Als am Nachmittag des 18. September Patrouillen der Union und der Konföderierten aufeinander stießen, begann die größte Schlacht zwischen Mississippi und Appalachen.

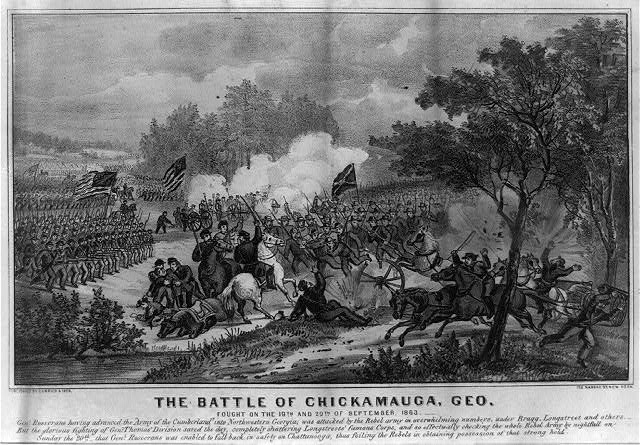
Schlacht am Chickamauga

Die von Rosecrans kommandierte Cumberland-Armee bestand aus etwa 57.000 Mann:
- XIV. Korps (Generalmajor George H. Thomas) mit den Divisionen der Generalmajore James Scott Negley und Joseph J. Reynolds sowie denen der Brigadegenerale Absalom Baird und John M. Brannan.
- XX. Korps (Generalmajor Alexander Mc.D. McCook) mit den Divisionen der Brigadegenerale Jefferson C. Davis und Richard W. Johnson sowie von Generalmajor Philip Sheridan.
- XXI. Korps (Generalmajor Thomas L. Crittenden) mit den Divisionen der Brigadegenerale Thomas J. Wood und Horatio P. Van Cleve sowie von Generalmajor John M. Palmer.
- Reservekorps (Generalmajor Gordon Granger) mit der Division von Brigadegeneral James B. Steedman und der Brigade von Oberst Daniel McCook.
- Kavalleriekorps (Brigadegeneral Robert B. Mitchell) mit den Kavallerie-Divisionen von Brigadegeneral George Crook und Oberst Edward Moody McCook.

Die Konföderierte Armee von Tennessee unter Bragg Braxton zählte etwa 66.000 Mann:
- Am rechten Flügel das Korps Polk (Generalleutnant Leonidas Polk) mit den Divisionen von Generalmajor Benjamin F. Cheatham und John C. Breckinridge. Dahinter das Kavalleriekorps unter Brig. General Nathan Bedford Forrest mit den Divisionen von Brig. Gen. Frank C. Armstrong und John Pegram.
- Hills Korps (Generalleutnant D. H. Hill) mit den Divisionen von Generalmajor Patrick R. Cleburne, Generalmajor Alexander P. Stewart und Brigadegeneral J. B. Kershaw
- Reservekorps unter Generalmajor W. H.T. Walker mit den Divisionen von Brigadegeneral States Rights Gist und St. John R. Liddell.
- Am linken Flügel das Korps Generalleutnant James Longstreets, mit den Divisionen von Generalmajor John Bell Hood und Maj. Gen. Lafayette McLaws.
- Korps Buckner (Generalmajor Simon B. Buckner) mit den Divisionen von Generalmajor Thomas C. Hindman, Brig. Gen. William Preston und Bushrod R. Johnson. Dahinter das Kavalleriekorps unter Generalmajor Joseph Wheeler mit den Divisionen von Brig. Gen. John A. Wharton und William T. Martin.

## Die Schlacht

### 18. September

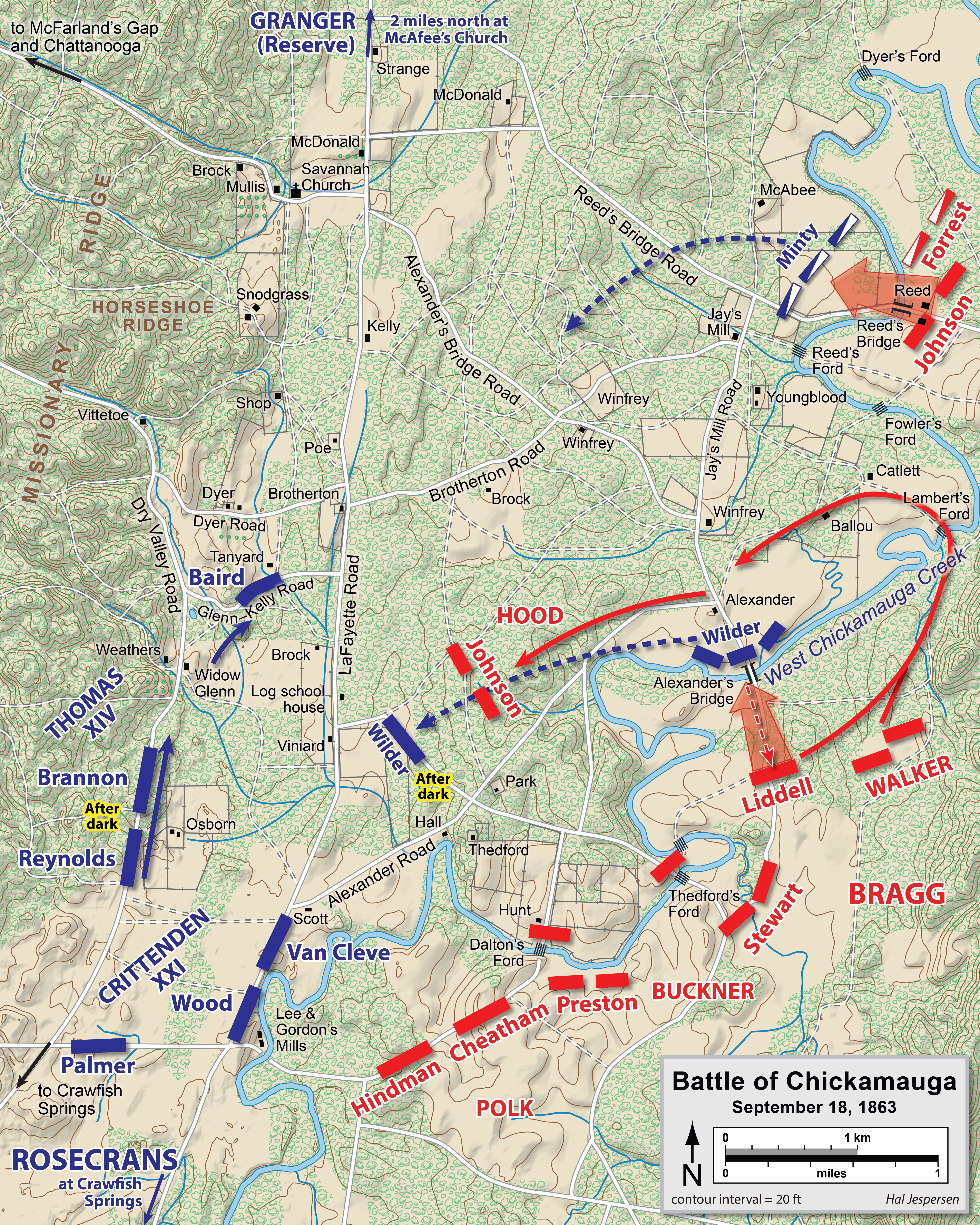
Skizze der Schlacht am 18. September

Für die vorgeschobene und berittene Unionsbrigade von Oberst John T. Wilder aus dem Verband der Division Reynolds begann die Schlacht bereits am 18. September. Braxton Bragg, der immer noch die linke Flanke der Cumberland-Armee aufrollen wollte, schickte seine Soldaten in Divisionsstärke gegen George Thomas’ Korps. Hoods vordere Division unter General Bushrod Johnson überquerte den Chickamauga Creek um 15:30 Uhr über Reeds Bridge, ungefähr zur gleichen Zeit, als Nathan Bedford Forrests Kavallerie bei Fowlers Ford übersetzte. Sie bildeten eine Gruppe auf der Westseite des Flusses auf halber Strecke zwischen der Reed und Alexanders Bridge. Wilders Soldaten operierten unabhängig und waren mit dem neuen Spencer-Repetiergewehr ausgestattet, das sich bald als eine der tödlichsten Waffen des Bürgerkrieges herausstellen sollte. Die Brigaden von Col. John T. Wilder und Robert Minty verzögerten an der Reed- und Alexanders-Bridge den Vormarsch der Konföderierten. In der Nacht zog Thomas sein Korps aus der Mitte weiter nach Norden und formierte sein Korps auf den Straßen zum Angriff, die auch den Rückzug nach Rossville Gap und Chattanooga sichern konnten.

### 19. September

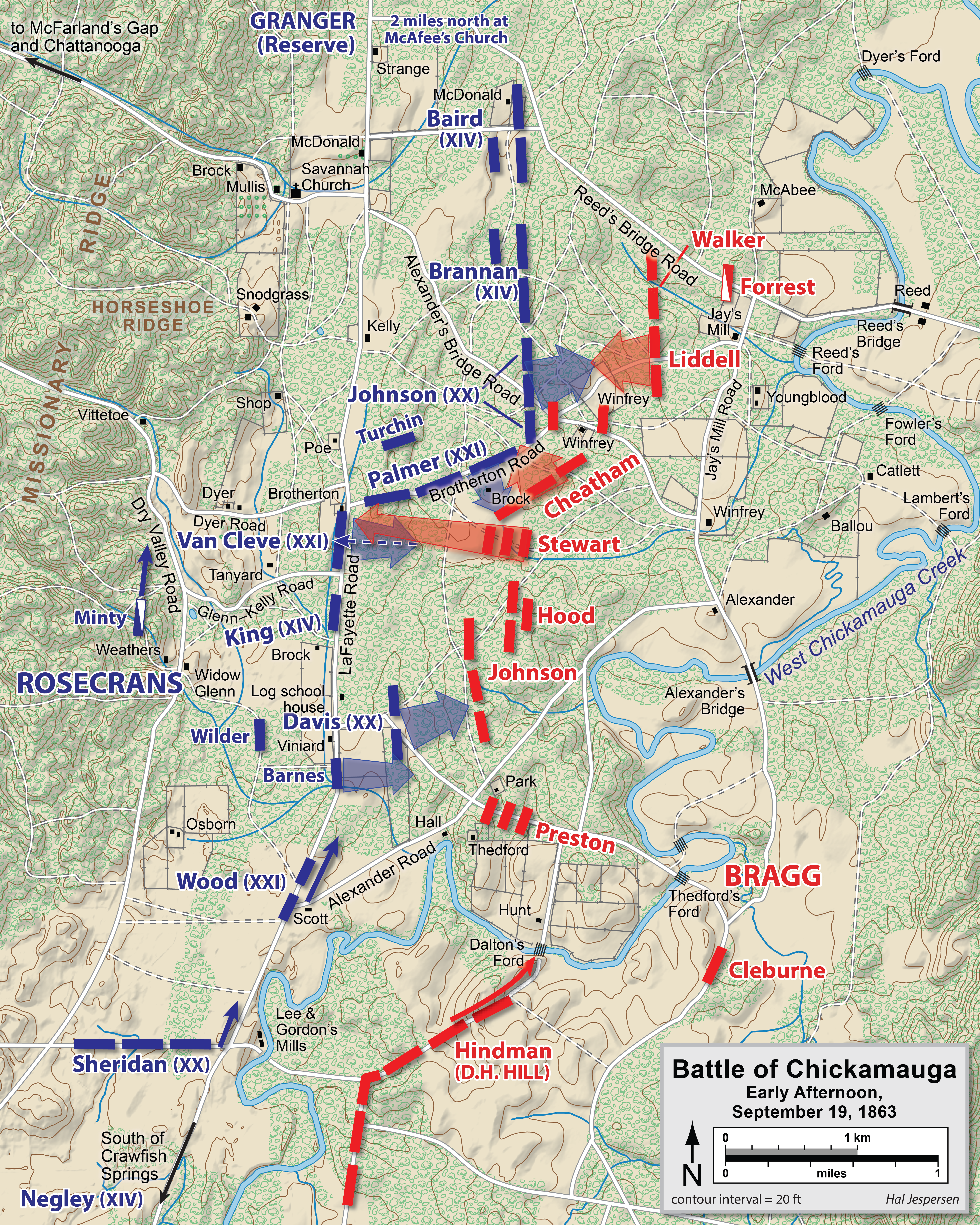
Skizze der Schlacht am Nachmittag des 19. September

Im Morgengrauen des 19. September war beim XIV. Korps die Division Baird als Verstärkung eingetroffen, General Thomas hatte sein Hauptquartier im Kelly House eingerichtet. Er versuchte die Lafayette Road zu schützen, indem er die Division von Brigadegeneral John Brannan nach Osten vorrücken ließ, um die seiner Meinung kleine und isolierte Streitmacht der Konföderierten zu schlagen. Obwohl durch den Wald am Chickamauga Creek gedeckt, war dieser Schritt riskant,  angesichts dessen, dass das konföderierte Korps unter Leonidas Polk bereits nur weniger als eine Meile entfernt konzentriert war. Beide gegnerischen Streitkräfte waren sich der nahen Anwesenheit der feindlichen Hauptkräfte nicht bewusst. Die Division Johnson von Longstreets Korps (unter Hoods Befehl) war den ganzen Tag in Bewegung und hatte nur wenig an Wasservorrat. Nach wiederholten Angriffen und Gegenangriffen eroberten die Konföderierten die Viniard Farm und kontrollierten die Lafayette Road.

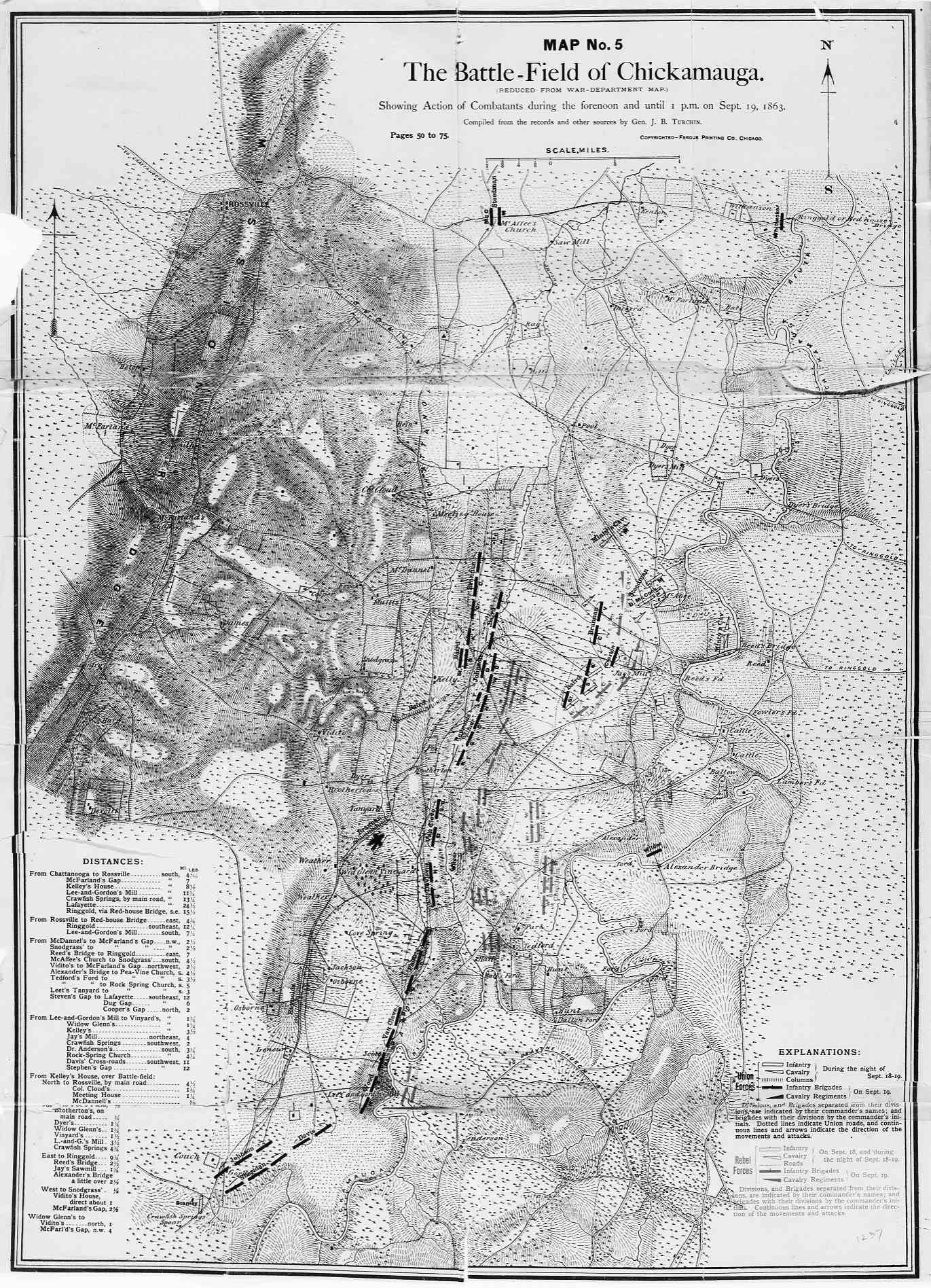
Historische Karte der Schlacht am Chickamauga, 1863

Thomas erhielt weitere Verstärkungen von Rosecrans, so dass er nur wenig Gelände preisgeben musste, allerdings unter hohen Verlusten für beide Seiten. Das XXI. Korps von Thomas L. Crittenden konzentrierte sich bei Lee und Gordons Mills, wo Bragg richtig die linke Flanke der Union vermutete. Nördlich davon war das XIV. Korps aufgestellt und deckte eine breite Front von Crawfish Springs (Division Negley) über Glenns House (Division Reynolds), Kelly Field (Division Baird) zur McDonald-Farm (Division Brannan). Das abseits operierende Reservekorps unter Generalmajor Gordon Granger war am nördlichen Ende des Schlachtfeldes von Rossville bis zur McAfee’s Church verteilt. Durch dichtes Unterholz, Hügel und Wald voneinander getrennt, konnten sich die Verbände der Union weder untereinander verständigen noch gut sehen. Insgesamt führte die Unübersichtlichkeit des Schlachtfelds dazu, dass die feindlichen Truppen einander oftmals erst sichteten, wenn sie nur noch wenige Meter voneinander entfernt waren. Dies führte zu intensiven Nahkämpfen mit hohen Verlusten auf beiden Seiten. Überdies bedeutete es, dass die Unionstruppen die überlegene Treffsicherheit und Reichweite ihrer Gewehre nicht ausnutzen konnten. Kurz vor Einbruch der Dunkelheit betrat die Division Cleburne das Schlachtfeld, indem sie den Chickamauga bei Thedfords Ford in der Nähe von Braggs Hauptquartier in Leets Tanyard überquerte. Diese Truppen verstärkten die schwache konföderierte Linie im Norden. In einem ungewöhnlichen nächtlichen Angriff rückten Cleburnes Männer erneut auf Winfrey Field vor. Die Konföderierten konnten die Linien der Union zurückwerfen, aber nicht durchbrechen. Am Abend war auch General Longstreet mit zwei frischen Brigaden eingetroffen. Bragg befahl für den nächsten Morgen einen von rechts nach links gestaffelten Angriff.

### 20. September

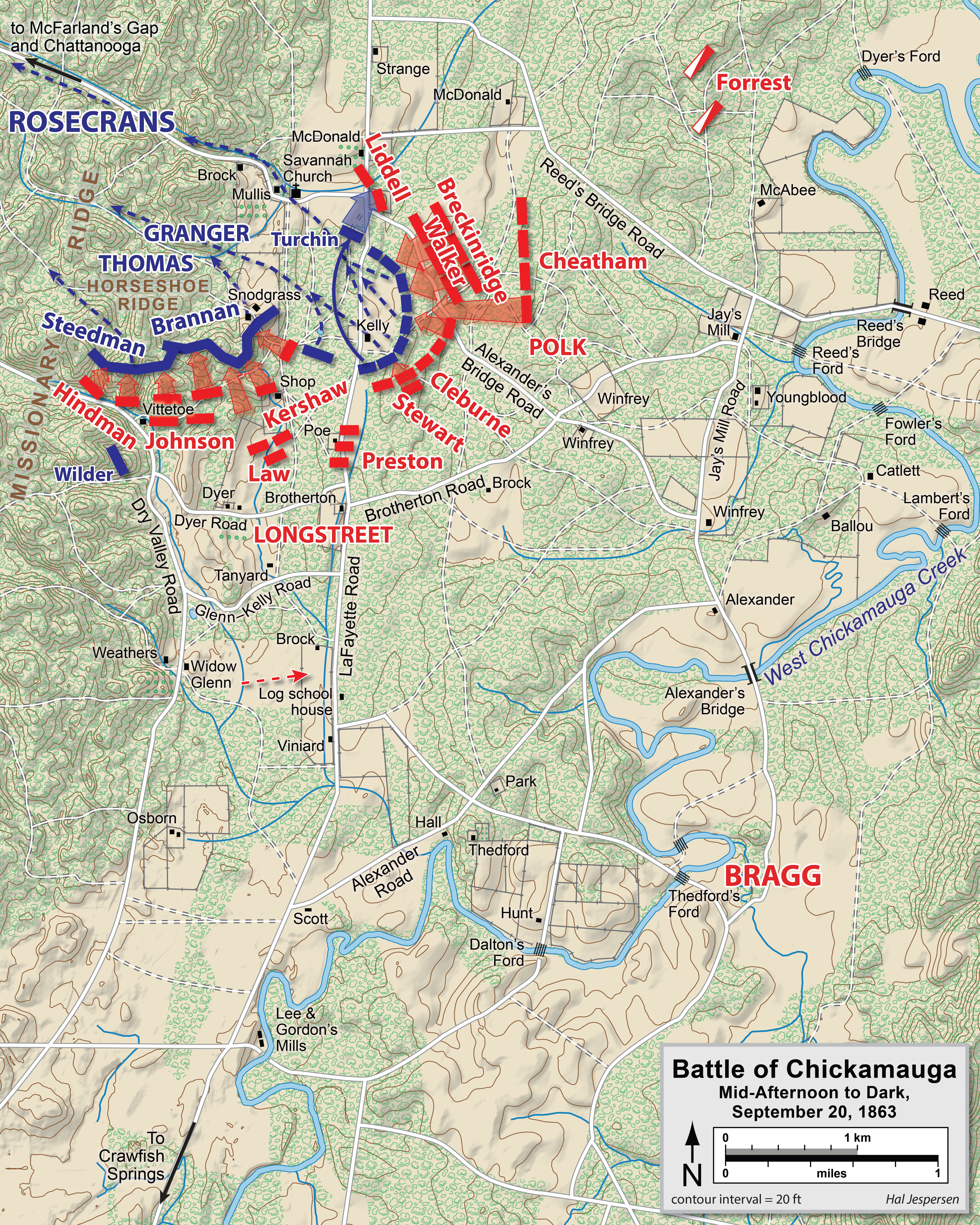
Skizze der Schlacht am Nachmittag des 20. September 1863
rot: konföderierte Truppen
blau: Unionstruppen

Bragg hatte seine verstärkte Tennessee-Armee für den Angriff in zwei Teile formiert, deren Kommando auf dem rechten Flügel General Polk führte und auf dem linken Flügel James Longstreet übernahm. Rosecrans, dessen zahlenmäßige und taktische Lage sich erheblich verschlechtert hatte, berief einen Kriegsrat ein. Die Anwesenheit des stellvertretenden Kriegsministers Charles A. Dana erschwerte es, die Möglichkeit einen geordneten Rückzugs sofort in Betracht zu ziehen. Rosecrans entschied sich dann gegen den Abzug, verstärkte seinen linken Flügel und ließ die Unionstruppen Verteidigungsstellungen beziehen.
Der dem Flügel Polks befohlene Angriff verspätete sich um mehrere Stunden. Die langsame Kommunikation behinderte den frühen Angriff, der von Hills Korps um 5:00 Uhr morgens eingeleitet werden sollte. Als Polk um 5:30 Uhr eine Nachricht von General D. H. Hill erhielt, appellierte dieser den Angriff zu verzögern. Bragg verzögerte darauf die anfängliche Bewegung. Als Hill seinen Männern befahl, um 9:30 Uhr endlich anzugreifen, rückten die Konföderierten auf teils starke Brustwehren der Union vor, welche Generalmajor Thomas hatte anlegen lassen. Die aus der südlichen Schlachtfront verlegte Division Breckinridge konnte an der nördlichen Flanke des XIV. Korps kurzfristig einbrechen und wurde dann aber durch Gegenangriffe aufgehalten. Links davon griff die Division von Cleburne erfolglos an, dann wurde der Angriff von Cheatham und schließlich jener der Division Walker abgewiesen, alle Vorstöße zerschellten an Thomas’ verbissener Verteidigung.
Bragg brach den Angriff im Norden ab und befahl dann General Longstreet, mit seinen gesamten Truppen am linken Flügel frontal anzugreifen. Gegen 11:30 schlug Longstreet los, er hatte unter der Führung von Generalmajor John Bell Hood drei Divisionen mit acht Brigaden für einen massiven Angriff konzentriert. An der Spitze rückte die Division von Brigadegeneral Bushrod Johnson an der Brotherton Road vor, dahinter folgte Hoods Division, die von McLaws kommandiert wurde, während dessen zwei Brigaden von Brigadegeneral Joseph B. Kershaw nach vorne gebracht wurden. Nach links deckte die Division des Generalmajor Hindman, dahinter fungierte William Prestons Division als Reserve. Rosecrans führte derweil weitere Verstärkungen an seinen linken Flügel, indem er Divisionen aus Crittendens Korps nach Norden zog und dessen Front mit den vom Süden herangezogenen Truppen des XX. Korps McCook auffüllte. Ein Stabsoffizier übersah bei den Umgruppierungen eine Division der Union, die sich auf der rechten Seite im Wald aufhielt. In der Annahme, dort wäre eine Lücke in der Front, wurde die Division unter General Thomas J. Wood dorthin beordert, was an anderer Stelle eine tatsächliche Lücke in der Unionsfront aufriss. Durch diese Lücke griffen die Truppen Longstreets an und fassten die Unionstruppen an beiden Flanken, worauf diese gegen Mittag in Panik gerieten. Der Widerstand der Union am südlichen Flügel des Schlachtfeldes löste sich in kurzer Zeit auf. Auch die rechts außen stehenden Divisionen von Sheridan und Davis fluteten über McFarlands Gap zurück und rissen Teile der Divisionen von Van Cleve und Negley mit sich fort. Als die rechte Flanke durch die Konföderierten aufgerollt wurde, flohen die meisten Generale der Unionstruppen – unter ihnen auch Rosecrans, vier Divisionskommandeure und zwei Kommandierende Generale – in das 12 Kilometer entfernte Chattanooga. George Thomas hingegen entschied sich dazu, den Widerstand zu organisieren, um katastrophale Verluste der Unionstruppen zu verhindern.
Longstreet erkannte seine Chance und warf seine gesamten Reserven zum entscheidenden Angriff nach vorn. Die Truppen der Union am nördlichen Abschnitt waren indes nicht untätig geblieben und hatten eine neue Front, rechtwinklig zur alten, an einem Bergkamm aufgebaut. George Thomas hatte hier entlang des Bergrückens von Snodgrass Hill und weiter nach Westen bis zum Horseshoe Ridge zügig eine letzte Auffangstellung errichtet, was ihm später den Spitznamen „Fels von Chickamauga“ eintrug. Er erhielt Unterstützung von Gordon Granger, dem Kommandeur der Reservetruppen der Union: Ohne den Befehl dazu erhalten zu haben, war Granger mit seinen Truppen in die Richtung marschiert, aus der er Gefechtslärm hörte. Die immer wieder angreifenden Truppen Longstreets konnten dadurch abgewehrt und eine totale Niederlage der Union verhindert werden. Am Abend wichen Grangers und Thomas’ Truppen geordnet nach Chattanooga aus. Die Konföderierten hatten die Schlacht zwar gewonnen, aber keinen entscheidenden Sieg errungen. Am nächsten Tag wollten Longstreet und Nathan Bedford Forrest den Unionstruppen nachsetzen, um die Cumberland-Armee zu vernichten, aber Braxton Bragg lehnte angesichts der hohen Verluste seiner Armee das Ersuchen ab. Die Tennessee-Armee hatte fast 30 Prozent Verluste an Toten, Verwundeten und Vermissten erlitten, darunter zehn Generale. John Bell Hood musste ein Bein amputiert werden. Zudem war die Hälfte von Braggs Artilleriepferden getötet worden. Bragg entschloss sich daher, die Truppen der Union in Chattanooga auszuhungern.

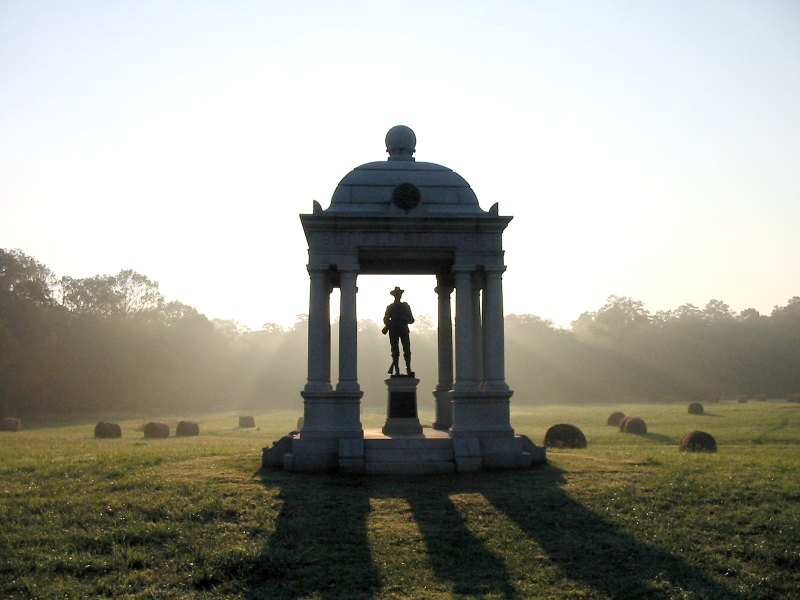
Denkmal für die in der Schlacht beteiligten Soldaten aus Florida

## Nachspiel
Braxton Bragg suspendierte drei seiner Generale, darunter Leonidas Polk, wegen Gehorsamsverweigerung. Auf Unionsseite wurde Rosecrans, mit den Nerven am Ende, durch George Thomas abgelöst. Ein Expeditionskorps unter Joseph Hooker setzte sich vom östlichen Kriegsschauplatz in Richtung Chattanooga in Marsch, und Lincoln ernannte Ulysses S. Grant zum Oberbefehlshaber auf dem westlichen Kriegsschauplatz, der das gesamte Gebiet zwischen dem Mississippi und dem Hauptkamm der Appalachen umfasste. Grant lockerte durch eine Reihe von Maßnahmen die Belagerung Chattanoogas, und es gelang, die eingeschlossenen Soldaten zu versorgen. Im November traf William T. Sherman mit 17.000 Mann von der Tennessee-Armee ein. Longstreet bekam den Auftrag, Knoxville zu befreien. Grant begann, Chattanooga endgültig zu befreien, was in der Schlacht von Chattanooga gipfelte.